# Limpopo (rzeka)
Limpopo – rzeka w południowo-wschodniej Afryce. Wypływa z pasma Witwatersrand, na północ od Johannesburga (Południowa Afryka), po półkolistym przebiegu przez Botswanę, Zimbabwe i Mozambik uchodzi do zatoki Maputo na Oceanie Indyjskim. Jej długość wynosi 1750 km, zaś powierzchnia dorzecza jest równa około 415 tys. km². Przepływ Limpopo wynosi 174 m³/s. Rzeka ta jest drugą co do długości rzeką w Afryce (po Zambezi) wpływającą do Oceanu Indyjskiego.
Limpopo rozpoczyna się z połączenie dwóch rzek Marico i Krokodylej. Limpopo jest żeglowna do miejsca wpływania do niej rzeki Olifants, około 209 km od ujścia.

## Dopływy
- Olifants (prawy)
- Magalakwin (prawy)
- Shashe (lewy)